# Nabawan
Nabawan est un village de l'État Sabah en Malaisie dans l'ile de Bornéo. Elle est située dans l'intérieur des terres à environ 175 km par la route de la capitale Kota Kinabalu. Le village, qui compte 576 habitants en 2010, est le chef-lieu du district de Kudat qui compte 31 807 habitants en 2010. Les habitants font partie de l'ethnie des muruts la région occupée par l'ethnie rungu et de l'ethnie Lun Bawang/Lun Dayeh.